# トニー・ヒル (アメリカンフットボール)
トニー・ヒル（Tony Hill 1956年6月23日- ）はカリフォルニア州サンディエゴ出身のアメリカンフットボール選手。NFLのダラス・カウボーイズで1977年から1986年までプレーした。ポジションはワイドレシーバー。

## 経歴

### プロ入りまで
ロングビーチの高校時代にはクォーターバックを務めたが、スタンフォード大学に進学した後、ワイドレシーバーに転向、ジーン・ワシントンの作った大学記録を塗り替えた。現在彼のレシーブ獲得ヤード2,225はスタンフォード大学の歴代11位となっている。また140レシーブをあげている。
彼は政治科学を専攻し、20歳で卒業を果たした。GPAは3.3であった。スタンフォード大学スポーツの殿堂入りを果たしている。

### NFL
1977年のNFLドラフト3巡でダラス・カウボーイズに指名されて入団した。カウボーイズでは10シーズンを過ごした。
当初はパントリターナー、控えワイドレシーバーであったが、2年目の1978年、プレシーズンゲームで活躍し、ベテランのゴールデン・リチャーズ、ブッチ・ジョンソンとの先発争いに勝ち残った。1978年から1985年までの間、彼はリーグを代表するレシーバーの1人となり、爆発力、ビッグプレーを演出する能力から、スリル（Thrill）、ダイヤル80（Dial80）と呼ばれた。
10年間のキャリアでプロボウルに3回選ばれ、8年間、カウボーイズのレシーブ数、獲得ヤードのそれぞれでトップであった。
ルーキーシーズンにチームは第12回スーパーボウルでデンバー・ブロンコスを27-10で破り、彼はスーパーボウルリングを手に入れた。翌1978年、彼は46回のキャッチで823ヤードを獲得、6TDをあげてプロボウルに初めて選ばれた。この年チームは第13回スーパーボウル出場を果たしたがピッツバーグ・スティーラーズに31-35で敗れた。スーパーボウルで彼は2回のキャッチで49ヤードを獲得している。
その後1979年、1985年にもプロボウルに選ばれた。その後スーパーボウルに出場は果たせなかったものの、プレーオフに6シーズン、10試合以上に出場し、1981年シーズンのディビジョナルプレーオフ、タンパベイ・バッカニアーズ戦では7回のキャッチで142ヤードを獲得、チームは38-0で勝利した。
1979年には60回のキャッチで1,062ヤードを獲得、10TDをあげ、RBトニー・ドーセットが1,000ヤードを走り、ヒルとドリュー・ピアソンが共に1,000ヤードをレシーブで獲得した。1,000ヤードラッシャーと、2人の1,000ヤードレシーバーが1シーズンに生まれたのはNFL初の快挙であった。この年のシーズン最終戦ワシントン・レッドスキンズ戦ではロジャー・ストーバックからの劇的な逆転TDパスをレシーブした。
1983年にドリュー・ピアソンが引退するとエースWRとなり、この年のワシントン・レッドスキンズとのマンデーナイトフットボールではハーフタイムで3-23とリードされた後半に75ヤードと51ヤードのTDをあげるなど31-30の逆転勝利に貢献した。
1985年には74回のキャッチで1,100ヤードを獲得、7タッチダウンをあげた。
1987年7月、トレーニングキャンプにベスト体重より30ポンド太って現れた彼はカウボーイズからカットされた。彼のレシーブとランで獲得した合計8,072ヤードはエミット・スミス、トニー・ドーセット、マイケル・アービンに次いでチーム歴代4位である。またレシーブ獲得ヤードでは歴代2位、TDレシーブではボブ・ヘイズ、アービンに次ぐ歴代3位、キャッチ数では歴代4位（現役引退時はピアソンの490回に次いで歴代2位）となっている。
カウボーイズからカットされた後、サンフランシスコ・フォーティナイナーズでロースター入りを目指したが開幕前にナイナーズからカットされた。
10シーズンで142試合に出場、479回のレシーブで7,988ヤードを獲得、51TDをあげた。その間26試合で100ヤード以上のレシーブをあげている。ランでは84ヤード、パントリターン27回で268ヤード、キックオフリターン4回で96ヤードをあげた。

### 現役引退後
1991年8月17日に行われた第5回アリーナボウルの解説者を務めた。またカナディアン・フットボール・リーグを放送するカナディアン・メディア・ギルドがストライキをした際にはアメリカ・ワンで解説者を務めている。またコンパス・メディア・ネットワークでNFLのラジオ解説者も務めた。
2000年にグリードというゲーム番組に出演したが、50万ドルの問題で失敗し、賞金を獲得することはできなかった。その問題はゼネラルモーターズ、フォード、ホンダ、フォルクスワーゲン、現代自動車、トヨタ自動車、BMWのうち市場シェアがトップ4なのはどこであるかという問題で、ホンダ、BMW、ヒュンダイが誤りであった。

## 人物
トム・ランドリーヘッドコーチから、スピードとビッグプレー能力から、我々のホームランヒッター(Our Home Run Hitter)と評されている。また、空中でのアジャストする能力やショートパスをビッグプレーにすることに長けており、優れたラン能力、スピードを持っていると評価されている。